# Survival (canção)
"Survival" é uma canção da banda britânica de rock Muse, que estará em seu sexto álbum de estúdio intitulado The 2nd Law e foi lançada como seu primeiro single promocional. Em 27 de junho de 2012 foi anunciado que "Survival" seria a canção oficial dos Jogos Olímpicos de Verão de 2012. Ela foi lançada oficialmente pela BBC Radio 1 no mesmo dia 27.

## Antecedentes e composição
"É uma grande honra ter esta canção escolhida para ter uma parte tao importante nas Olímpidas de Londres de 2012."

— Matt Bellamy sobre "Survival".
Em 2011, Matt Bellamy, guitarrista e vocalista do Muse, foi convidado oficialmente a compor uma música para Jogos Olímpicos de Londres de 2012. Ele disse que o projeto acabou "caindo no esquecimento", apesar da canção pedida ter sido feita. A banda então apresentou a música ao Comitê Olímpico, que confirmou que ela seria usada como a canção oficial do evento. A faixa, notou Bellamy, "expressa um sentido de convicção e determinação para vencer".
"Survival" foi tocada nos estádios durante os eventos e antes das cerimônias de entregas de medalhas. Nas transmissões internacionais ela também foi tocada nos anúncios e programas. Além disso, a música também foi lançada no álbum London 2012 Rock The Games.

## Lançamento
"Survival" estreou na BBC Radio 1 inglesa em 27 de junho de 2012.

## Faixas
| Download digital |            |                 |         |  |
| N.º              | Título     | Compositor(es)  | Duração |  |
| 1.               | "Survival" | Matthew Bellamy | 4:17    |  |

## Recepção da crítica
No geral, "Survival" recebeu criticas mistas dos especialistas, mas com um tom negativo. A agência de notícias americana Associated Press, em seu review da música, a chamou de um "um poderoso hino do rock". O colunista da revista NME, Mark Beaumont, disse se sentir perturbado com o último lançamento da banda, que "consegue ser tão chato quanto as Olimpíadas". Ele completou ainda dizendo que "'Survival' pode ser umas das canções mais brilhantes do Muse a ser dolorida ao ouvido e irritante, e sempre será associada a este chato evento." Adam Boult, do jornal The Guardian, se referiu a canção como "uma ofensiva hilariante de cinco minutos, ficando entre um esboço de Queen, Gloria Gaynor e Monty Python. Notas cheias, muita bateria, gritos de falsete ridículo e guitarras manjadas ao estilo cafona de The Little Engine That Could. Ela é tão exagerada quanto a própria Olimpíada."

## Posição nas paradas
| Paradas musicais                      | Melhor posição |
| ------------------------------------- | -------------- |
| Alemanha (Media Control Charts)       | 96             |
| Austrália (ARIA Charts)               | 72             |
| Bélgica (Ultratop 50 - Flanders)      | 33             |
| Bélgica (Ultratop 40 - Valônia)       | 13             |
| Canadá (Canadian Hot 100)             | 90             |
| Espanha (PROMUSICAE)                  | 25             |
| França (SNEP)                         | 18             |
| Irlanda (IRMA)                        | 85             |
| Países Baixos (Single Top 100)        | 12             |
| Escócia (Official Charts Company)     | 32             |
| Japão (Japan Hot 100)                 | 24             |
| Suíça (Schweizer Hitparade)           | 40             |
| Reino Unido (Official Charts Company) | 22             |
| Estados Unidos (Billboard Rock Songs) | 39             |

## Lançamento
| Região | Data                | Formato          | Gravadora            |
| ------ | ------------------- | ---------------- | -------------------- |
| Mundo  | 27 de junho de 2012 | Download digital | Warner Bros. Records |